# Olga Doppler-Alsen
Olga Doppler-Alsen, geborene Olga Doppler, (7. Februar 1871 in Stuttgart – nach 1917) war eine österreichisch-deutsche Theaterschauspielerin.

## Leben
Doppler-Alsen, die Tochter des Komponisten Karl Doppler, begann ihre Bühnenlaufbahn in Stuttgart, wo sie zuerst muntere Liebhaberinnen (ihre ersten großen Rollen waren „Marie“ in Feuer in der Mädchenschule und „Hedwig“ in Sie hat ihr Herz entdeckt), bald aber auch erste sentimentale Rollen spielte und bis mindestens 1902 erfolgreich wirkte.
Sie hatte nie einen Lehrer gehabt, sondern sich selbst gebildet, wohl aber die hauptsächlichen Rollen ihres Repertoires mit Generalintendanten Julius von Werther sorgsam einstudiert, der überhaupt ihrer künstlerischen Entwicklung besonders förderlich war.
Die Künstlerin wurde bereits 1891 zu einem Gastspiel ans Hofburgtheater geladen, wo sie als „Rutland“ (Essex), „Lorchen“ (beiden Leonoren) und „Melitta“ (Sappho) erfolgreich debütierte. Zum Engagement kam es nicht, wohl aber reflektierte man auf die begabte Schauspielerin (anlässlich ihres Gastspiels) am königlichen Schauspielhause in Berlin („Sulamith“ in Weißheit Salomis und „Lorle“ in Dorf und Stadt) und nur auf Wunsche des Königs Karl von Württemberg wurde das bereits vollzogene Engagement gelöst und die Künstlerin unter wesentlich günstigeren Bedingungen für das Hoftheater Stuttgart neuerlich verpflichtet. In Stuttgart blieb sie von 1895 bis 1918 und wurde auch dort zur Hofschauspielerin ernannt.
Doppler-Alsen war eine kluge Schauspielerin, und es gelangen ihr besonders jene Rollen, die einen weichen, sentimentalen Zug erforderten. Ihr unbefangener, naiver und zugleich liebenswürdiger Ton forderte zur größten Anerkennung heraus, die Natürlichkeit ihres Spiels wirkte oft erfrischend.
Sie war ab 1896 mit ihrem Kollegen Harry Alsen verheiratet, der Komponist Árpád Doppler war ihr Bruder, der Komponist Franz Doppler ihr Onkel.